# アイオワ州立大学
アイオワ州立大学（英語: Iowa State University）は、アメリカ合衆国アイオワ州エイムズにある州立大学。1858年に設置された。アイオワ州で二番目に古い大学で最も大きい大学である。正式名称は Iowa State University of Science and Technology 。ビッグ12カンファレンス所属。
正式名称が State University of Iowa である州立大学アイオワ大学（英語：University of Iowa）と混同注意。

## 歴史
1858年、Iowa Agricultural College and Model Farmとして始まる。1864年にはモリル・ランドグラント法により合衆国初のランドグラント大学としてIowa State College of Agriculture and Mechanic Artsが設立された。設立当初から男女共学であり、主にアイオワ州の主産業である農業・畜産業の他、理工学に重点を置いた教育機関として発展。1959年にIowa State University of Science and Technologyへと名前を変え、現在に至る。
活発な研究と高い教育レベルを背景に、1958年より北米トップクラスの研究型大学62校からなるアメリカ大学協会(Association of American Universities)に名を連ねている。

## 学部
アイオワ州立大学は以下の7学部から構成され、多様化する学生のニーズにあった教育の機会を提供している。
- 農学部 (Agriculture and Life Sciences)
- ビジネス (Business)
- デザイン (Design)
- 工学部 (Engineering)
- ヒューマンサイエンス (Human Sciences) - 2005年7月にCollege of EducationとCollege of Family and Consumer Sciencesが統合して設立。
- 人文・理学部 (Liberal Arts & Sciences)
- 獣医学部 (Veterinary Medicine)

1922年に始まった学園祭VEISHEAは、当時存在した5つの学部の頭文字から名付けられた。
- Veterinary Medicine
- Engineering
- Industrial Science
- Home Economics
- Agriculture

＊VEISHAは２０１４年に発生した前夜の暴動によって永久的に凍結されることが学長によって発表されている。

## キャンパス

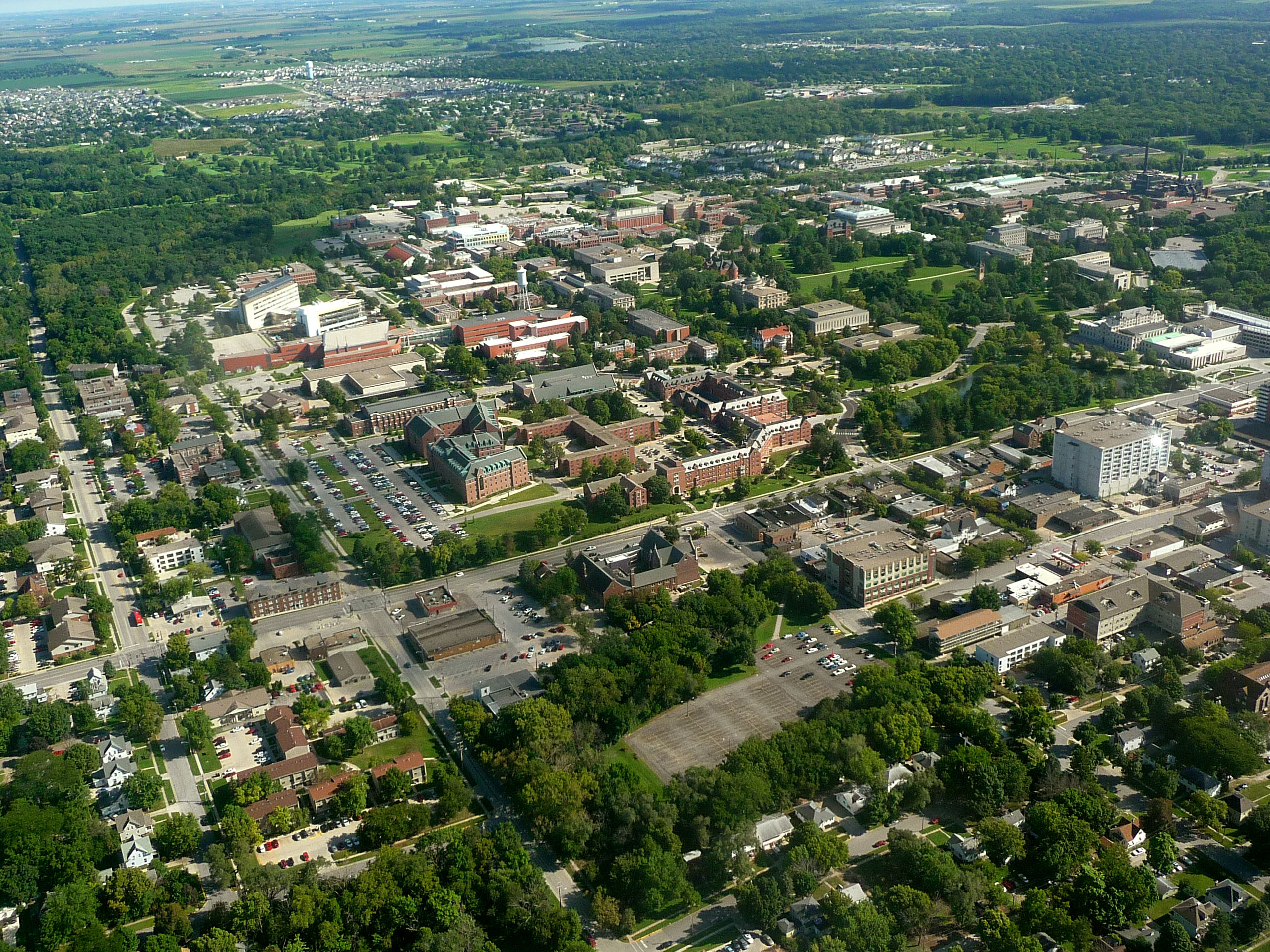
セントラルキャンパス

アイオワ州立大学は、エイムズ市の西部にあり、700ヘクタールを越える広大な敷地に160以上の建物がゆったりと配置されている。四季の彩りを映すセントラルキャンパスは「全米で最も美しい25のキャンパス」の1つとして、トーマス・ゲインズの著書The Campus As a Work of Artにも挙げられている。
緑に覆われたキャンパスには2000を数えるアートが点在し、庭園や美術館なども一般に無料で開放されている。
またアメリカ合衆国エネルギー省エイムズ研究所をはじめ、数々の連邦政府研究施設をキャンパス内に擁すなど、政府研究機関・産業界との結びつきが強いことでも知られ、マンハッタン計画時の面影など、今なおキャンパス随所に見ることができる。

## 著名な出身者
- ジョージ・ワシントン・カーヴァー - 植物学者
- ジョン・ビンセント・アタナソフ、クリフォード・E・ベリー - 世界初のデジタルコンピュータの開発者
- ヘンリー・A・ウォレス - アメリカ合衆国第33代副大統領
- ヴァンス・コフマン - ロッキード・マーティン社会長
- フラナリー・オコナー - 作家
- ボブ・O・エバンズ - IBM System/360コンピューターの開発総責任者
- 李登輝 - 中華民国　第8-9代総統
- ケヴィン・L・ピーターソン - NASAドライデン飛行研究センター所長
- ジョン・ガラン - スーダン元副大統領
- 李長茂 - ソウル大学校学長
- クレイトン・C・アンダーソン - NASA宇宙飛行士
- ソーントン・A・ウィルソン - ボーイング社会長
- クラレンス・チェンバレン - パイロット
- 平野達男 - 参議院議員、初代復興大臣
- ケビン・ジャクソン - レスリング選手、総合格闘家。バルセロナオリンピック金メダリスト
- カエル・サンダーソン - レスリング選手。アテネ五輪金メダリスト
- ジャスティン・エイラーズ - 総合格闘家
- ジェフ・ホーナセック - 元バスケットボール選手
- フレッド・ホイバーグ - 元バスケットボール選手
- デニス・ムレンバーグ - ボーイング社会長兼社長
- キム・レイノルズ - 政治家、第43代アイオワ州知事

## 主な提携校
- ロンドン大学
- ダブリン大学
- エディンバラ大学
- アーヘン工科大学
- インド工科大学デリー校
- デルフト工科大学
- 香港科技大学
- シンガポール国立大学
- KAIST
- ソウル大学校
- 北海道大学
- 名古屋大学
- 大阪大学
- 早稲田大学
- 関西外国語大学